# Lycus fulvellus
Lycus fulvellus es una especie de escarabajo de alas de red perteneciente a la familia Lycidae. Lycus fulvellus es parte del género Lycus y de la familia de los escarabajos de alas rojas. Se encuentra distribuido en América del Norte de donde es endémico.

## Hábitos
L. fulvellus es uno de los escarabajos son capaces de mimetismo batesiano con sus colores como señal para otros insectos y predadores de que son desagradables y venenosos, una adaptación conocida como aposematismo. Una amplia variedad de insectos, tanto venenosos como inofensivos, imitan a los escarabjos de alas rojas.

## Descripción
Los L. sangunineus miden de 10 a 14 milímetros (0,4 a 0,6 plg) de largo y son de color uniformemente anaranjado. Las antenas, la cabeza y la superficie ventral son negras. Prontum pálido con un pequeño disco de mancha mediana oscura, alutáceo y opaco. Las patas y los ápices femorales son negros, mientras que los trocánteres y los fémures son de color rojizo a naranja. Los élitros tienen costas alternas claramente más elevadas, especialmente en la mitad apical. La parte inferior del tórax es negra, mientras que el abdomen es mayormente de color oscuro a negro con márgenes laterales y los dos ventritos más posteriores son de color naranja. Los adultos a menudo se encuentran aferrados a flores del Ceanothus en montañas de gran elevación principalmente durante el verano del sureste de Arizona.